# أنخيل غونزاليس
أنخيل غونزاليس (بالإسبانية: Ángel González)‏ (16 مايو 1994 الأرجنتين - ) هو لاعب كرة قدم أرجنتيني يلعب كلاعب وسط.

## روابط خارجية
- أنخيل غونزاليس على موقع قاعدة بيانات كرة القدم.إي يو (الإنجليزية)
- أنخيل غونزاليس على موقع Soccerway.com (الإنجليزية)